# Strandkollav
Strandkollav (Catillaria chalybeia) är en lavart som först beskrevs av William Borrer, och fick sitt nu gällande namn av A. Massal. Strandkollav ingår i släktet Catillaria och familjen Catillariaceae.  Arten är reproducerande i Sverige. Inga underarter finns listade i Catalogue of Life.